# Acétate d'isobutyle
L'acétate d'isobutyle est un ester de formule brute C6H12O2 utilisé principalement comme solvant dans l'industrie de la peinture et des laques. Il est également présent dans les parfums.

## Propriétés physico-chimiques
L'acétate d'isobutyle est miscible avec de nombreux produits organiques notamment le nitrate de cellulose, le dammar, la colophane, ainsi que des résines composées de cétones, de maléates, d'urées et de mélamines. Les résines phénoléiques sont également bien solubilisées par ce solvant. Les polymères tels que le polystyrène, le polyvinylacétate, le polyacrylate ainsi que les graisses et huiles sont relativement bien dilués.

## Utilisation
Pour sa plus grande volatilité notamment par rapport à l'acétate de butyle, il est utilisé dans les laques contenant du nitrate de cellulose. Il sert également de diluant pour les peintures à base de polyuréthane.